# Tour de Flandes 1932
El Tour de Flandes 1932 es la 16.ª edición del Tour de Flandes. La carrera se disputó el 13 de marzo de 1932, con inicio en Gante y final en Wetteren después de un recorrido de 227 kilómetros. 
El vencedor final fue el belga Romain Gijssels, que se impuso en solitario en Wetteren. Los también belgas Alfons Deloor y Alfred Hamerlinck fueron segundo y tercero respectivamente.

## Clasificación final
|    | Ciclista           | Equipo         | Tiempo     |
| -- | ------------------ | -------------- | ---------- |
| 1  | Romain Gijssels    | Dilecta-Wolber | 6h 29' 00" |
| 2  | Alfons Deloor      | Daemers        | + 3' 15"   |
| 3  | Alfred Hamerlinck  | Dilecta-Wolber | + 4' 30"   |
| 4  | Jean Aerts         | Alcyon-Dunlop  | + 4' 30"   |
| 5  | Felicien Vervaecke | Labor          | + 4' 30"   |
| 6  | Jan-Jozef Horemans | Dilecta-Wolber | + 4' 30"   |
| 7  | Cesar Bogaert      | Demol          | + 5' 30"   |
| 8  | Frans Bonduel      | Dilecta-Wolber | + 5' 30"   |
| 9  | Leon Tommies       | Alcyon-Dunlop  | + 5' 30"   |
| 10 | Leopold Roosemont  | Alcyon-Dunlop  | + 5' 30"   |